# 6639 Marchis
6639 Marchis eller 1989 SO8 är en asteroid i huvudbältet som upptäcktes den 25 september 1989 av den belgiske astronomen Henri Debehogne vid La Silla-observatoriet. Den är uppkallad efter astronomen Franck Marchis.
Asteroiden har en diameter på ungefär 14 kilometer och den tillhör asteroidgruppen Themis.